# Theocolax formiciformis
Theocolax formiciformis är en stekelart som beskrevs av John Obadiah Westwood 1832. Theocolax formiciformis ingår i släktet Theocolax och familjen puppglanssteklar. Arten är reproducerande i Sverige. Inga underarter finns listade i Catalogue of Life.